# Gaston Van Pelt
Gaston Van Pelt (Sint-Antonius, 18 mei 1927 - Sint-Antonius, 10 november 2008) was een Belgisch ondernemer en politicus.

## Levensloop
Tijdens zijn jeugd was hij actief bij voetbalclub Antonia FC. Later richtte hij zich op de duivensport. Hierin was hij in 1968 medestichter van de Kempische Fondclub te Sint- Antonius. Van Pelt verloor op jonge leeftijd zijn vader. Samen met zijn broers en moeder werd hij actief in de kolenhandelen. Later stichten ze een onderneming in bouwmaterialen en een containerbedrijf.
Daarnaast was hij politiek actief voor 'Lijst Laurijssen'. Na de dood van Frans Laurijssen werd hij aangesteld als burgemeester. Hij was daarmee de laatste burgemeester van deze gemeente voor de fusie. Na de fusie van Brecht met Sint-Lenaarts en Sint-Job-in-'t-Goor kwam Adriaan Bevers aan het hoofd van de gemeente.
Van Pelt was gehuwd en had drie kinderen. Zijn uitvaartplechtigheid vond plaats in de Sint-Antoniuskerk in zijn geboortedorp.